# Gouvernement el-Beblawi
Égypte
Qandil II Mahlab I
Le gouvernement Hazem el-Beblawi est le gouvernement égyptien nommé après le coup d'État du 3 juillet 2013.
Le cabinet du Premier ministre égyptien Hazem el-Beblawi a prêté serment le 16 juillet 2013. Hazem Beblawi a été nommé le 9 juillet 2013 par le président par intérim Adli Mansour. Le cabinet est composé de 34 membres. La plupart d'entre eux sont des technocrates libéraux, mais aucun se revendique comme islamistes.
La première démission d'un des membres du cabinet était celle de Mohamed El Baradei, qui avait été nommé vice-président en juillet 2013. El Baradei a démissionné de ses fonctions le 14 août 2013 en indiquant « qu'il ne pouvait pas supporter la responsabilité des décisions qu'il désapprouvait » en évoquant la répression de manifestations de partisans de Mohamed Morsi.
Le reste du cabinet a démissionné le 24 février 2014.

## Cabinet members
(mars 2014).
| Portefeuille                                                           | Nom                          | Parti               |
| ---------------------------------------------------------------------- | ---------------------------- | ------------------- |
| Premier ministre                                                       | Hazem el-Beblawi             | Indépendant         |
| Vice-président                                                         | Mohamed el-Baradei           |                     |
| First Deputy Prime Minister and Ministry of Defence                    | Abdel Fattah al-Sissi        | Militaire           |
| Second Deputy Prime Minister and Minister of International Cooperation | Ashraf El-Araby              | Indépendant         |
| Deputy Prime Minister and Ministry of Higher Education                 | Hossam Eisa                  | Independent         |
| Ministère de l'Intérieur                                               | Mohamed Ibrahim Moustafa     | Police              |
| Ministère des Affaires étrangères                                      | Nabil Fahmi                  | Indépendant         |
| Ministry of Military Production                                        | Abdul Fatah al-Sisi          |                     |
| Ministry of Finance                                                    | Ahmed Galal                  | Indépendant         |
| Ministry of Scientific Research                                        | Ramzy George                 | Indépendant         |
| Ministry of Antiquities                                                | Mohamed Ibrahim Ali al-Sayed | Indépendant         |
| Ministère de l'Environnement                                           | Laila Rashed Iskandar        | Indépendant         |
| Ministry of Local Development                                          | Adel Labib                   | Indépendant         |
| Ministère de la Culture                                                | Mohamed Arab                 | Indépendant         |
| Ministère de la Justice                                                | Adel Abdel-Hamid             | Indépendant         |
| Ministry of Investment                                                 | Osama Saleh                  | Indépendant         |
| Ministère de l'Éducation                                               | Mahmoud Abo El-Nasr          | Indépendant         |
| Ministry of Transportation                                             | Ibrahim El-Demairy           | Indépendant         |
| Ministry of Electricity and Energy                                     | Ahmed Imam                   | Indépendant         |
| Ministry of Tourism                                                    | Hisham Zazou                 | Indépendant         |
| Ministry of Agriculture                                                | Ayman Abu Hadid              | Independent         |
| Ministry of Communications and Information Technology                  | Atef Helmy                   | Indépendant         |
| Ministry of Information                                                | Durriyah Sharaf Al Din       | Indépendant         |
| Ministry of Petroleum                                                  | Chérif Ismaïl                | Indépendant         |
| Ministry of Water Resources and Irrigation                             | Mohamed Abdel Muttalib       | Indépendant         |
| Ministry of Housing, Utilities and Urban Development                   | Ibrahim Mahlab               | Indépendant         |
| Ministry of Supply and Internal Trade                                  | Mohamed Abu Shadi            | Indépendant         |
| Ministry of Manpower and Immigration                                   | Kamal Abu Eita               | Parti de la Dignité |
| Ministry of Religious Endowment (Awqaf)                                | Mukhtar Gomaa                | Indépendant         |
| Ministry of Planning                                                   | Ashraf El-Araby              | Indépendant         |
| Ministry of Health                                                     | Maha El-Rabat                | Indépendant         |
| Ministère de l'Aviation civile                                         | Abdel Aziz Fadel             | Indépendant         |
| Ministry of Social Solidarity                                          | Ahmed Borai                  | Independent         |
| Ministry of Industry and Trade                                         | Mounir Fakhry Abdel Nour     | Parti Wafd          |
| Ministry of State for Youth                                            | Khaled Abdel Aziz            | Egypt Party         |
| Ministry of State for Sports                                           | Taher Abouzaid               | Parti Wafd          |